# (16535) 1991 NF3
A (16535) 1991 NF3 a Naprendszer kisbolygóövében található aszteroida. Henri Debehogne fedezte fel 1991. július 4-én.